# Combate de Chumbicha
El combate de Chumbicha, o más propiamente los combates de Chumbicha, tuvieron lugar en ese paraje catamarqueño en abril de 1863. La victoria de la alianza de gobernadores afectos al partido liberal permitió quebrar la ofensiva federal en el norte y preparar la posterior invasión a la provincia de La Rioja, núcleo de la resistencia contra el gobierno nacional.

## Antecedentes
Vencedor el partido liberal en Pavón y electo Bartolomé Mitre presidente de la República Argentina, el caudillo federal Ángel Vicente Peñaloza manifestó al nuevo mandatario su voluntad de dar por superados los conflictos civiles en la nación. 
No obstante, las desconfianzas, provocaciones y acusaciones mutuas entre partidos continuaron, especialmente en el norte argentino, y finalmente un destacamento federal al mando de Fructuoso Ontiveros y Juan Gregorio Puebla, antiguos comandantes de Peñaloza, invadieron la provincia de San Luis derrotando a Juan Loyola en la batalla de Río Seco (20 de marzo de 1863) y en el combate de Higueritas.

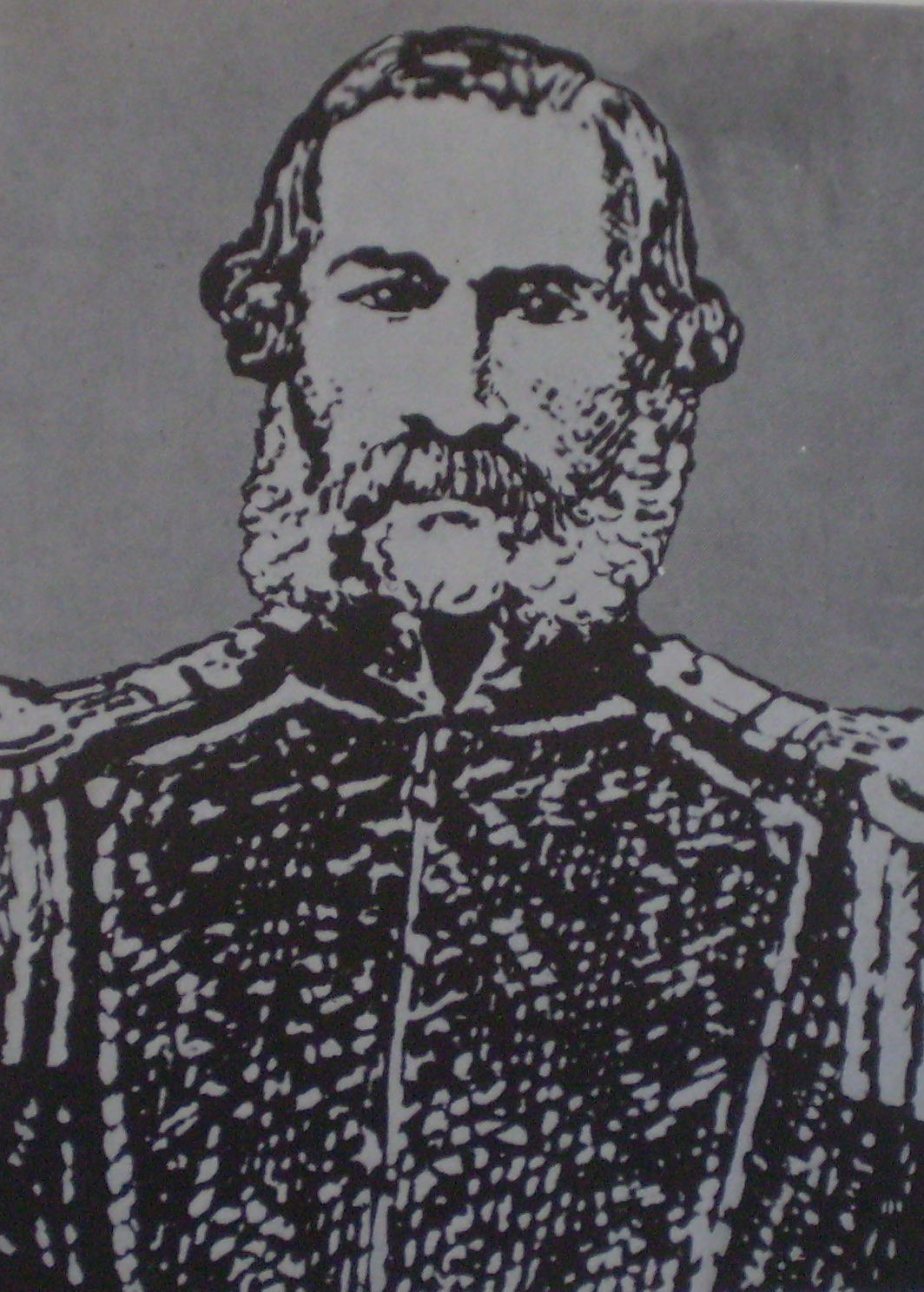
Ángel Vicente Peñaloza

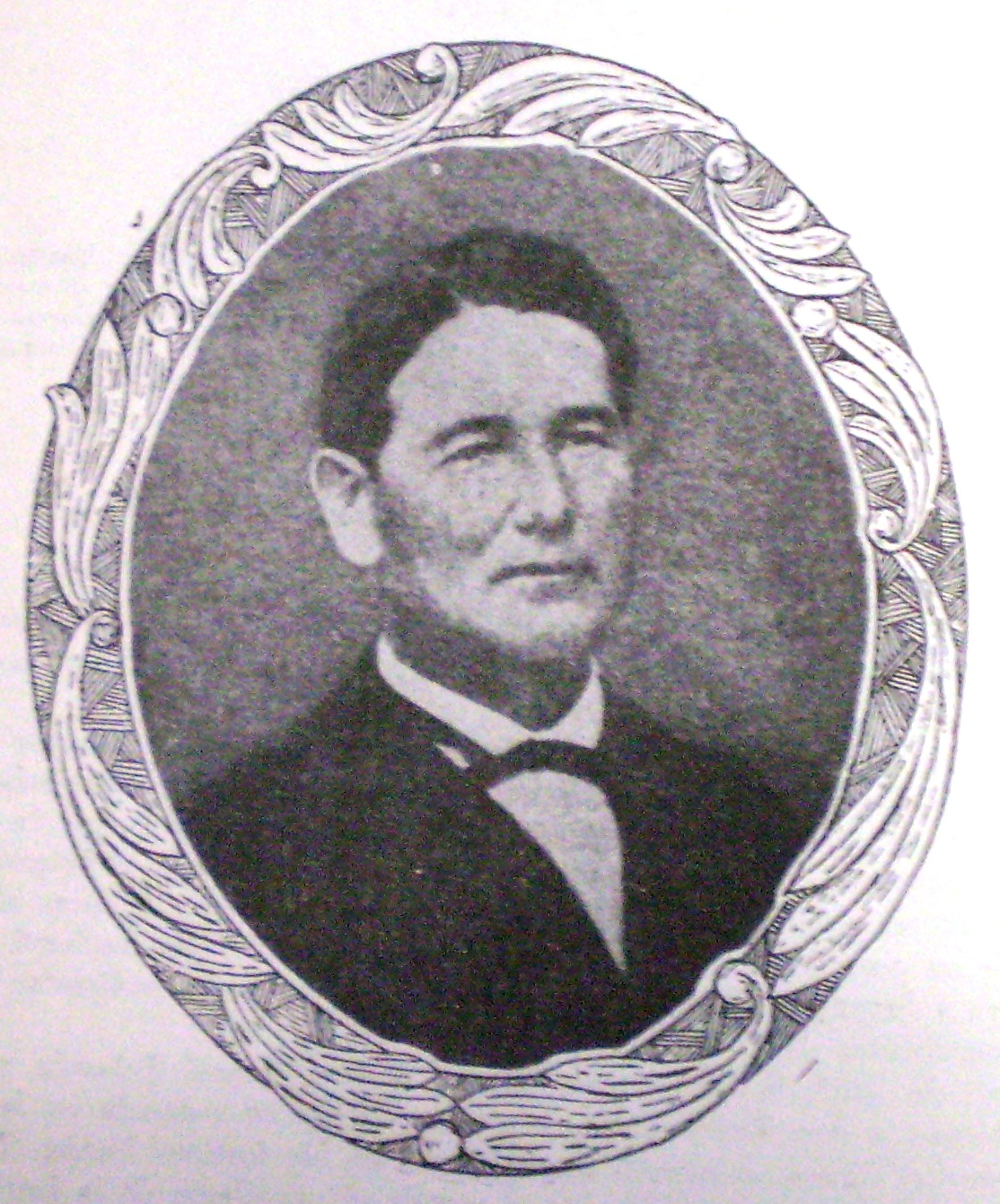
Manuel Taboada.

Por su parte, los caudillos federales Carlos Ángel y Felipe Varela salieron rumbo a la provincia de Catamarca pero en el Departamento Capital, fueron derrotados el 31 de marzo en el combate de La Callecita por el Comandante de Armas de la provincia Víctor Maubecín.
Forzado Peñaloza por la situación y exigido de entregar como muestra de lealtad a sus hombres, el 16 de abril de 1863 lanzó desde su estancia una proclama conocida como el "Grito de Guaja" llamando al levantamiento.
El gobierno nacional tenía ahora la excusa para acabar con los restos del movimiento vencido y sus partidarios en las provincias del norte, liderados por Manuel Taboada, no esperaron. Se encontraban ya reunidos en Catamarca los mandatarios de las provincias de Catamarca (Ramón Rosa Correa), Tucumán (José María del Campo) y Santiago del Estero (Manuel Taboada) y el mismo día de la proclama de Peñaloza dirigieron a Mitre una carta enunciando que ante lo que consideraban el reinicio de la guerra civil asumían "el deber de concurrir con todos los elementos de las Provincias que mandan a ahogarla en su cuna".
Taboada fue nombrado Comandante en Jefe de las milicias de las provincias aliadas y marchó con sus hombres derrotando el 21 de abril en el Combate de Huillapima (o Villaprima) a unos 200 hombres de la vanguardia de Felipe Varela en el Departamento Capayán, provincia de Catamarca.

## Combates de Chumbicha
Al día siguiente, 22 de abril de 1863, Taboada alcanzó con sus hombres la frontera de la provincia aliada. En la localidad limítrofe de Chumbicha, aún en el Departamento Capayán, sorprendió una división de caballería de unos 200 soldados al mando de Calaucha y Ardiles, subalternos de Carlos Ángel. Taboada cargó sobre la vanguardia enemiga y tras derrotarlos los persiguió tenazmente: "El ataque fue recio y correspondió a mis esperanzas; los caudillos trataron de resistirse y tuvieron que ceder el campo a nuestros bravos".
Inmediatamente, Taboada marchó contra la división principal del teniente coronel Carlos Ángel, quien acompañado por otros comandantes de las montoneras y con unos 700 hombres marchaba desde Belén (Catamarca) para unirse con Felipe Varela, quien ocupaba las localidades de San Pedro y Capayán.
Taboada relataría en su parte el encuentro de la siguiente manera: "Resolví personalmente llevar el ataque para hacer pedazos al enemigo fresco, sin darle tiempo a la incorporación que buscaba. Cargué a trote y galope. confiado en la decisión de mis soldados, que ardían en deseo de encontrarlo; pero se puso en precipitada fuga y en completa dispersión antes de ponernos a tiro de fusil".
Como solía suceder en las acciones de caballería irregular de la época aunque no hubiera víctimas en el choque, solía haberlas en la persecución. Partidas de caballería de los ejércitos aliados persiguieron a las tropas de Ángel causándoles numerosos heridos, que fueron capturados, y tomando caballos y pertrechos. 
Los sobrevivientes de Chumbicha consiguieron huir a La Rioja.
Taboada consideraba ya irreversible el resultado de la campaña, y escribía en consecuencia al gobernador de Catamarca que "Es imposible que se rehagan porque han recibido una lección terrible", con lo cual Del Campo regresó a Tucumán. 
No obstante, el gobernador riojano Juan Bernardo Carrizo consiguió reunir a los sobrevivientes y a milicias de su provincia y Taboada debió marchar con rapidez sobre su enemigo, consiguiendo solo entonces decidir la campaña tras su victoria en la Batalla de Mal Paso.